# Перрі Макґілліврей
Перрі Макґілліврей (англ. Perry McGillivray, 5 серпня 1893 — 27 липня 1944) — американський плавець.
Олімпійський чемпіон 1920 року, призер 1912 року.